# Shiva (cratère)
Pour les articles homonymes, voir Shiva (homonymie).
Le cratère Shiva est une structure géologique, supposée être une structure d'impact de 500 km de diamètre découverte par Sankar Chatterjee et ses collègues. Cette structure géologique est constituée du Bombay High, un champ pétrolifère offshore et de la dépression de Surat. Ceux-ci se trouvent sous le plateau continental indien, dans l'océan Indien à l'ouest de Bombay. Chatterjee a nommé cette structure d'après Shiva, le dieu hindou de la destruction et de la création,,.

## Présentation
Chatterjee fait valoir que le cratère Shiva a été créé il y a environ 66 millions d'années, à la même époque qu'un certain nombre d'autres cratères d'impact et que l'extinction Crétacé-Paléogène, extinction massive d'espèces marines et terrestres, notamment celles des dinosaures non-aviens. Bien que le site ait changé depuis sa formation en raison de l'expansion des fonds océaniques, la formation est d'environ 600 kilomètres de long par 400 km de large. Chatterjee estime que ce cratère supposé aurait été fait par un astéroïde ou une comète d'environ 40 km de diamètre.
Au moment de l'extinction Crétacé-Paléogène, l'Inde était située sur le point chaud de la Réunion, dans l'actuel océan Indien. Une grande quantité de laves provenant du manteau terrestre a inondé des parties de l'Inde, conduisant à la création d'un plateau appelé les trapps du Deccan. Il a été émis l'hypothèse que le cratère ou les trapps du Deccan de cette zone soient la raison du niveau élevé de réserves de pétrole et de gaz naturel dans la région.
Les scientifiques en général ne sont pas convaincus que la structure de Shiva soit un cratère d'impact. Par exemple, Christian Koeberl, professeur spécialisé dans les cratères d'impact et la géologie planétaire à l'université de Vienne, en Autriche, considère le cratère de Shiva comme « un fruit de l'imagination »,. Actuellement, la structure de Shiva n'est pas reconnue comme un cratère d'impact par la base internationale de données des impacts (Earth Impact Database) du Centre des sciences planétaires et de l'espace à l'université du Nouveau-Brunswick au Canada.